# Bánó István (erdőmérnök)
Bánó István (Nemescsó, 1917. január 15. – Kiszsidány, 1995. november 19.) erdőmérnök, fenyőnemesítő, a hazai erdészeti kutatás kiemelkedő személyisége. Munkája nyomán több hazai arborétum jött létre vagy újult meg.

## Tanulmányai
Érettségi bizonyítványt Kőszegen szerzett, majd Sopronban teológiát tanult. Tanulmányait nem fejezte be, átjelentkezett a Műegyetem Bánya-, Kohó- és Erdőmérnöki Karára, ahol 1943-ban szerzett erdőmérnöki oklevelet. Gyakornoki munkáját Szombathelyen végezte.

## Szakmai tevékenysége
1951-től tevékenyen részt vett a Szombathely-Kámoni Erdőgondnokság megszervezésében. Szakmai tevékenységéből kiemelkedő jelentőségű a növénynemesítéssel kapcsolatos kutatómunkája, melyet a Kámoni arborétumban végzett. Részt vett az erdőmérnök hallgatók oktatásában, főként a fenyőnemesítés és az egzótafajok telepítése témaköreiben. 1953-tól részt vett az Erdészeti Tudományos Intézet (ERTI) munkájában, ahol a fenyőtermesztéssel kapcsolatban új elveket fogalmazott meg, nevezetesen hogy 
„a fenyőtermesztés egyik kulcskérdése a jó minőségű és jó származású szaporítóanyag ellátás, a nemesítési lehetőségek gyakorlati hasznosítása.”
Gyakorlati tapasztalatait és új szemléletét szakkönyvekben adta ki.
Munkájának legfontosabb eredménye a Kámoni arborétum fejlesztései, beleértve a fanemesítési kutatómunkája mellett a kert jellegzetes tó- és csatornarendszerének kialakítását is. Ezen kívül fontos szerepe volt a Gerecsében található Agostyáni Arborétum 1955 és 1962 között folyó telepítési munkálataiban is. Nemeskéri Kiss Miklós, Barabits Elemér és Galambos Gáspár erdőmérnökökkel együttműködésben végezték a tervezési, szaporítóanyag beszerzési, felügyeleti munkákat, mintegy 300 növényt és változatot telepítettek a kertbe .

## Érdekességek
- 1957-ben állítólag az 1956 októberi eseményekre való megemlékezésképpen tujasort ültetett, melynek elrendezése az október 23. dátumra utalt. Egyesek szerint ez Magyarország legkorábbi 1956-os emlékműve.[6]
- 2012-ben a Kámoni Arborétumnál tölgyfa szobrot emeltek a tiszteletére.[6]
- Bánó István fia és unokája is örökölte a növények szeretetét, egy kertészeti vállalkozást vezetnek.[7][8]
- Kiszsidányi hétvégi telkén magán rododendronkertet hozott létre, melyben mintegy 70 faj és fajta egyedei nyílnak; a kert, mely ma is a család tulajdonában áll, a májusi fővirágzás idején nyílt napokon, illetve előzetes bejelentkezés mellett látogatható.